# Parco nazionale di Mago
Il parco nazionale di Mago è un parco nazionale dell'Etiopia, istituito nel 1971.

## Descrizione
È situato nella regione delle Nazioni, Nazionalità e Popoli del Sud, circa 780 km a sud di Addis Abeba in prossimità di una brusca curva sul corso del fiume Omo e nelle immediate vicinanze del parco nazionale dell'Omo, occupa una superficie di 2.160 km² attraversato nel mezzo dal fiume Mago, un tributario dell'OMO. Il suo territorio è composto prevalentemente da savana e da zona semidesertica nella parte più meridionale. All'interno del parco si trovano degli insediamenti della tribù di allevatori seminomadi dei Mursi.
Le temperature variano da 14 a 41 gradi, le piogge sono quasi assenti.

## Fauna
Tra le specie animali si possono trovare giraffe, elefanti, leoni, leopardo, antilopi.
Il parco ospita oltre 300 specie differenti di uccelli tra cui: Acryllium vulturinum, Trachyphonus darnaudii, Mirafra hypermetra, Tchagra jamesi, Lanius dorsalis, Prinia somalica, Cinnyris nectarinioides, Plocepasser donaldsoni, Speculipastor bicolor, Turdoides tenebrosus, Estrilda troglodytes, Phoeniculus damarensis, Porphyrio alleni, Butorides striata, Pluvianus aegypticus, Scotopelia peli e Cossypha niveicapilla.